# Свіден (Мен)
Свіден (англ. Sweden) — місто (англ. town) в США, в окрузі Оксфорд штату Мен. Населення — 406 осіб (2020).

## Демографія
Згідно з переписом 2010 року, у місті мешкала 391 особа в 178 домогосподарствах у складі 122 родин. Було 331 помешкання
Расовий склад населення:
| - 95,9 % — білих - 0,5 % — корінних американців - 0,3 % — чорних або афроамериканців - 0,3 % — азіатів |

До двох чи більше рас належало 2,8 %. Частка іспаномовних становила 0,8 % від усіх жителів.
За віковим діапазоном населення розподілялося таким чином: 17,6 % — особи молодші 18 років, 60,4 % — особи у віці 18—64 років, 22,0 % — особи у віці 65 років та старші. Медіана віку мешканця становила 50,9 року. На 100 осіб жіночої статі у місті припадало 92,6 чоловіків;  на 100 жінок у віці від 18 років та старших — 95,2 чоловіків також старших 18 років.
Середній дохід на одне домашнє господарство  становив 71 056 доларів США (медіана — 55 000), а середній дохід на одну сім'ю — 76 872 долари (медіана — 58 542). Медіана доходів становила 41 875 доларів для чоловіків та 32 232 долари для жінок. За межею бідності перебувало 6,7 % осіб, у тому числі 0,0 % дітей у віці до 18 років та 0,0 % осіб у віці 65 років та старших.
Цивільне працевлаштоване населення становило 156 осіб. Основні галузі зайнятості: роздрібна торгівля — 29,5 %, освіта, охорона здоров'я та соціальна допомога — 26,3 %, виробництво — 8,3 %, будівництво — 6,4 %.